# Rychlobruslení na Zimních olympijských hrách 1928
Závody v rychlobruslení se na Zimních olympijských hrách 1928 ve Svatém Mořici uskutečnily ve dnech 13. a 14. února 1928 na otevřené dráze Eisstadion Badrutts Park. Nejúspěšnějším rychlobruslařem se stal podobně jako před čtyřmi lety v Chamonix finský závodník Clas Thunberg, který získal dvě zlaté medaile, tu v závodě na 500 m společně s Norem Berntem Evensenem, jenž získal také jednu stříbrnou a jednu bronzovou medaili.

## Přehled
Ve Svatém Mořici byly na programu čtyři závody pro muže, startovalo se na tratích 500 m, 1500 m, 5000 m a 10 000 m. Závod na 10 000 m byl kvůli oblevě, kdy se jel doslova na vodě, nejprve přerušen a přeložen, a posléze definitivně zrušen.

## Medailové pořadí zemí
| Pořadí  | Země                         | Zlato | Stříbro | Bronz | Celkově |
| ------- | ---------------------------- | ----- | ------- | ----- | ------- |
| 1.      | Norsko (NOR)                 | 2     | 1       | 3     | 6       |
| 2.      | Finsko (FIN)                 | 2     | 1       | 1     | 4       |
| 3.      | Spojené státy americké (USA) | 0     | 0       | 1     | 1       |
| Celkově | Celkově                      | 4     | 2       | 5     | 11      |

## Muži

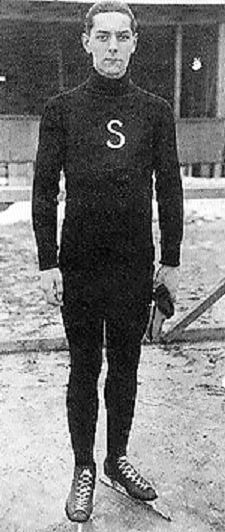
Estonský rychlobruslař Christfried Burmeister na ZOH 1928

### 500 m
V tomto závodě vytvořili Bernt Evensen a Clas Thunberg shodným časem nový olympijský rekord a oba tak získali olympijské zlato. V závodě startovalo 33 závodníků.
| Pořadí           | Jméno           | Země                   | Čas       | Ztráta |
| ---------------- | --------------- | ---------------------- | --------- | ------ |
| Zlatá medaile    | Bernt Evensen   | Norsko                 | 43,4 (OR) | 0,0    |
| Zlatá medaile    | Clas Thunberg   | Finsko                 | 43,4 (OR) | 0,0    |
| Bronzová medaile | John Farrell    | Spojené státy americké | 43,6      | +0,2   |
| Bronzová medaile | Roald Larsen    | Norsko                 | 43,6      | +0,2   |
| Bronzová medaile | Jaakko Friman   | Finsko                 | 43,6      | +0,2   |
| 6.               | Haakon Pedersen | Norsko                 | 43,8      | +0,4   |
| 7.               | Charles Gorman  | Kanada                 | 43,9      | +0,5   |
| 8.               | Bertel Backman  | Finsko                 | 44,4      | +1,0   |
| 9.               | Oskar Olsen     | Norsko                 | 44,7      | +1,3   |
| 10.              | Eddie Murphy    | Spojené státy americké | 44,9      | +1,5   |

### 1500 m
Závodů se zúčastnilo 30 závodníků, ale po pádech dvou z nich bylo nakonec klasifikováno 28 závodníků. Los svedl oba vítěze trati na 500 m z předchozího dne do jedné dvojice. Na měkkém ledu prokázal v závěru závodu více sil Clas Thunberg, který před Berntem Evensenem zvítězil. Časům závodníků v této dvojici se dokázal přiblížit pouze Ivar Ballangrud a získal tak bronzovou medaili.
| Pořadí           | Jméno            | Země                   | Čas    | Ztráta |
| ---------------- | ---------------- | ---------------------- | ------ | ------ |
| Zlatá medaile    | Clas Thunberg    | Finsko                 | 2:21,1 | 0,0    |
| Stříbrná medaile | Bernt Evensen    | Norsko                 | 2:21,9 | +0,8   |
| Bronzová medaile | Ivar Ballangrud  | Norsko                 | 2:22,6 | +1,5   |
| 4.               | Roald Larsen     | Norsko                 | 2:25,3 | +4,2   |
| 5.               | Eddie Murphy     | Spojené státy americké | 2:25,9 | +4,8   |
| 6.               | Valentine Bialas | Spojené státy americké | 2:26,3 | +5,5   |
| 7.               | Irving Jaffee    | Spojené státy americké | 2:26,7 | +5,6   |
| 8.               | John Farrell     | Spojené státy americké | 2:26,8 | +5,7   |
| 9.               | Gustaf Andersson | Švédsko                | 2:27,5 | +6,4   |
| 10.              | Zoltán Eötvös    | Maďarsko               | 2:27,9 | +6,8   |

### 5000 m

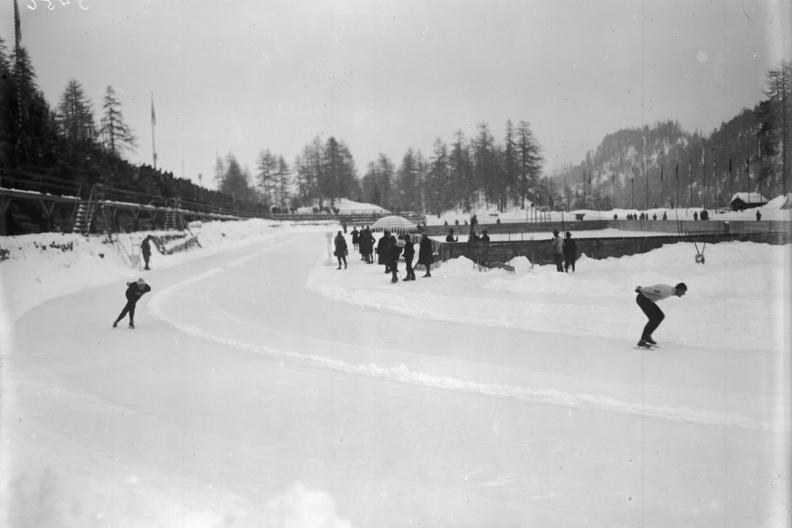
Armand Carlsen (vlevo) a Erhard Mayke (vpravo) při závodě na 5000 m na ZOH 1928

Závodu na 5000 metrů se zúčastnilo 33 závodníků, z nichž jeden závod vzdal. Při samotném závodě velmi záleželo též na směru a síle větru při jednotlivých jízdách. Velký favorit Clas Thunberg při své jízdě podporu větru neměl a skončil nakonec na 12. místě.
| Pořadí           | Jméno            | Země                   | Čas    | Ztráta |
| ---------------- | ---------------- | ---------------------- | ------ | ------ |
| Zlatá medaile    | Ivar Ballangrud  | Norsko                 | 8:50,5 | 0,0    |
| Stříbrná medaile | Julius Skutnabb  | Finsko                 | 8:59,1 | +8,6   |
| Bronzová medaile | Bernt Evensen    | Norsko                 | 9:01,1 | +10,6  |
| 4.               | Irving Jaffee    | Spojené státy americké | 9:01,3 | +10,8  |
| 5.               | Armand Carlsen   | Norsko                 | 9:01,5 | +11,0  |
| 6.               | Valentine Bialas | Spojené státy americké | 9:06,3 | +15,8  |
| 7.               | Michael Staksrud | Norsko                 | 9:07,3 | +16,8  |
| 8.               | Otto Polacsek    | Rakousko               | 9:08,9 | +18,4  |
| 9.               | Gustaf Andersson | Švédsko                | 9:09,7 | +19,2  |
| 10.              | Ossi Blomqvist   | Finsko                 | 9:09,9 | +19,4  |

### 10 000 m

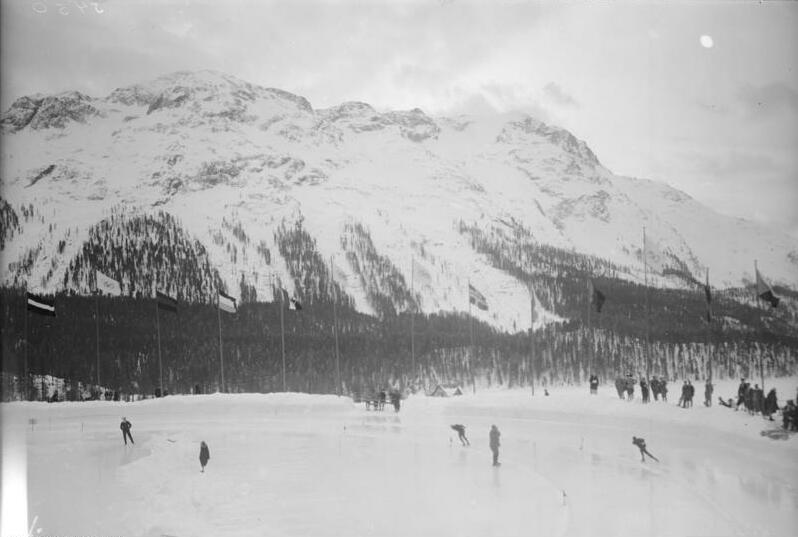
Závod na 10 000 m na ZOH 1928

Tento závod byl sice zahájen, ale v průběhu jízdy páté dvojice byl pro velkou oblevu přerušen. Kvůli tomu se stal neregulérním a přes protesty americké výpravy, jejíž závodník Irving Jaffee byl v té době na prvním průběžném místě, bylo rozhodnuto o jeho přesunutí. Nakonec však byli pořadatelé i přes veškeré úsilí nuceni tento závod zrušit.

## Program
| Den   | Datum          | Závod         | Závod        |
| ----- | -------------- | ------------- | ------------ |
| den 3 | 13. února 1928 | 500 m muži    | víceboj muži |
| den 3 | 13. února 1928 | 5000 m muži   | víceboj muži |
| den 4 | 14. února 1928 | 1500 m muži   | víceboj muži |
| den 4 | 14. února 1928 | 10 000 m muži | víceboj muži |

## Zúčastněné země
- Estonsko (2)
- Finsko (6)
- Francie (2)
- Kanada (3)
- Litva (1)
- Lotyšsko (1)
- Maďarsko (1)
- Německo (3)
- Nizozemsko (2)
- Norsko (8)
- Rakousko (3)
- Spojené státy americké (4)
- Švédsko (1)
- Velká Británie (3)